# Jardim Botânico de Buenos Aires

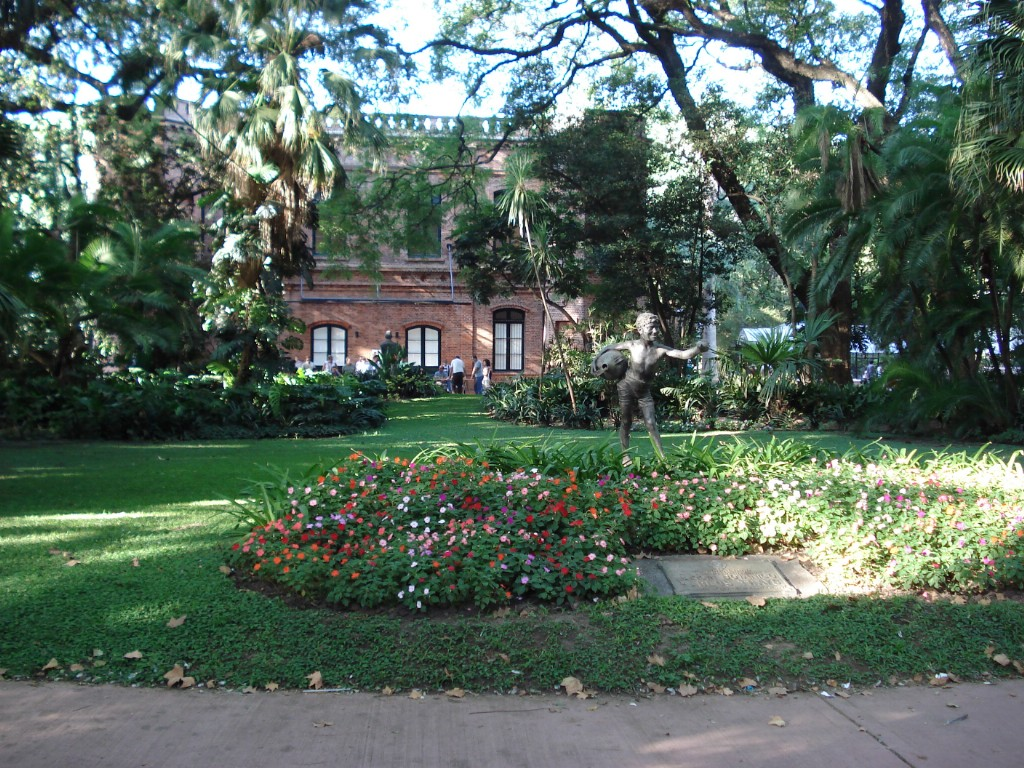
Entrada ao jardim.

O Jardim Botânico de Buenos Aires também denominado como, Jardim Botânico Carlos Thays da Cidade Autônoma de Buenos Aires, é um Jardim botânico que se encontra próximo aos bosques do bairro de Palermo da capital federal de Argentina, a Cidade Autônoma de Buenos Aires. Se inaugurou em 7 de setembro de 1898. Atualmente o botânico tem 69.772 m², nos que se encontram além de 5.500 espécies vegetais, diversas esculturas.

## Localização

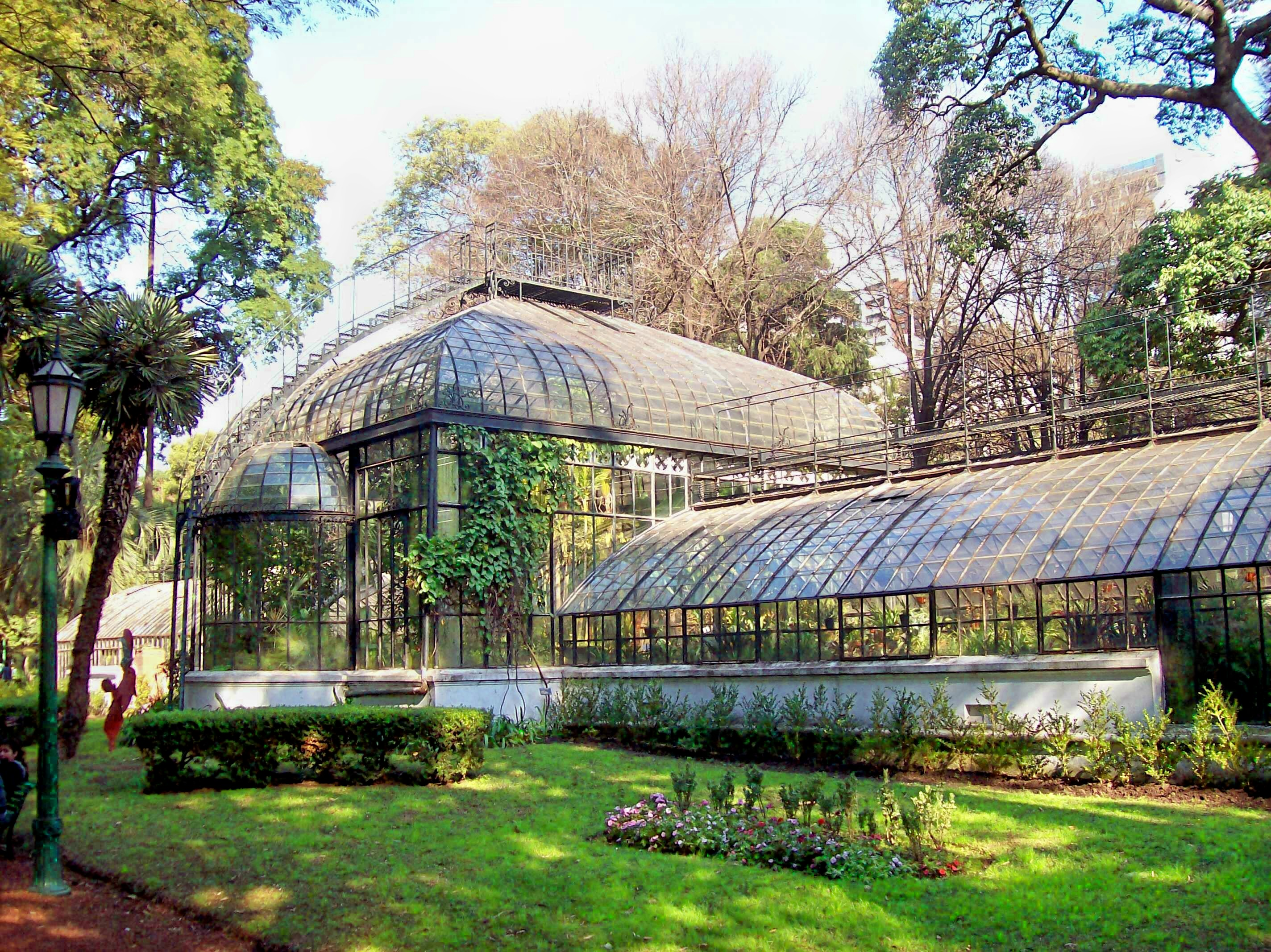
Estufa.

O Jardim Botânico Carlos Thays da Cidade Autônoma de Buenos Aires se encontra no bairro portenho de Palermo, junto ao Jardim Zoológico, no perímetro de oito mansões delimitado por Avenida Santa Fe, República Árabe Síria, Avenida Las Heras e a Praça Itália.
- Código Institucional: BAJ
- Membro BGCI: Si

## Historia

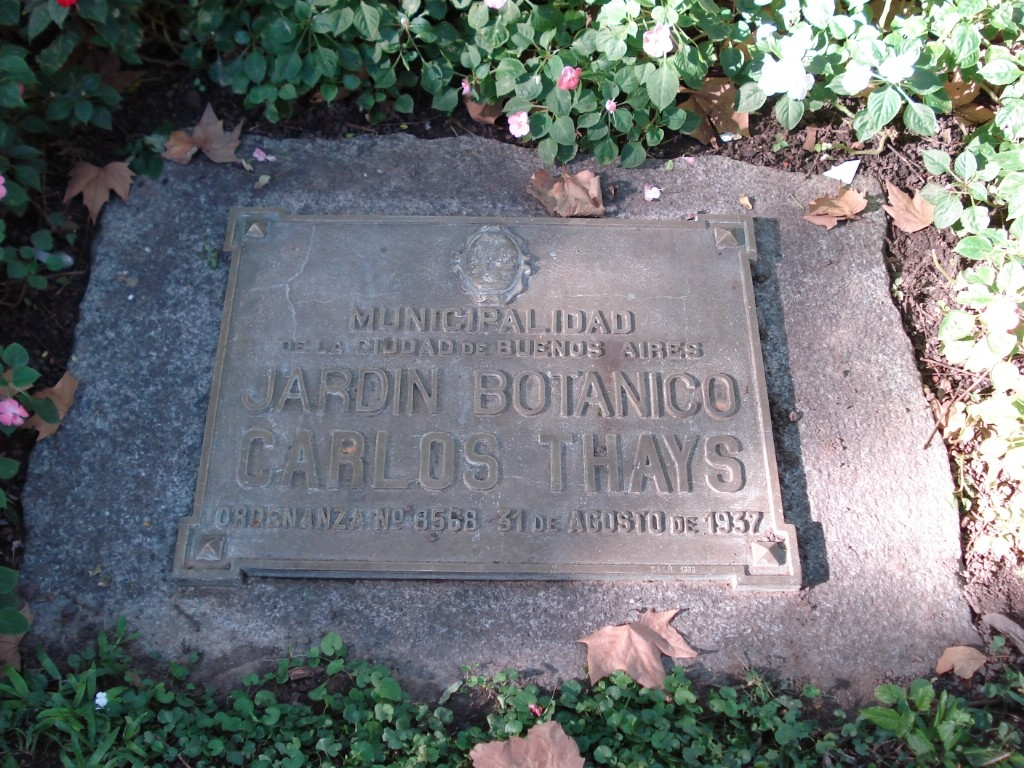
Placa municipal.

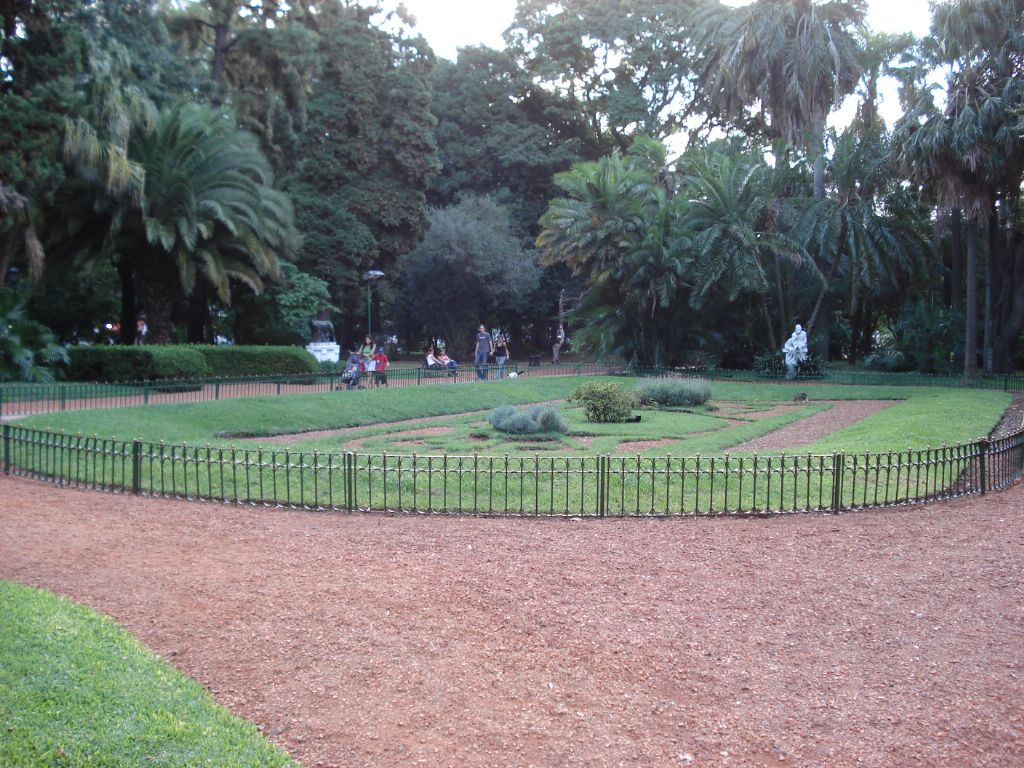

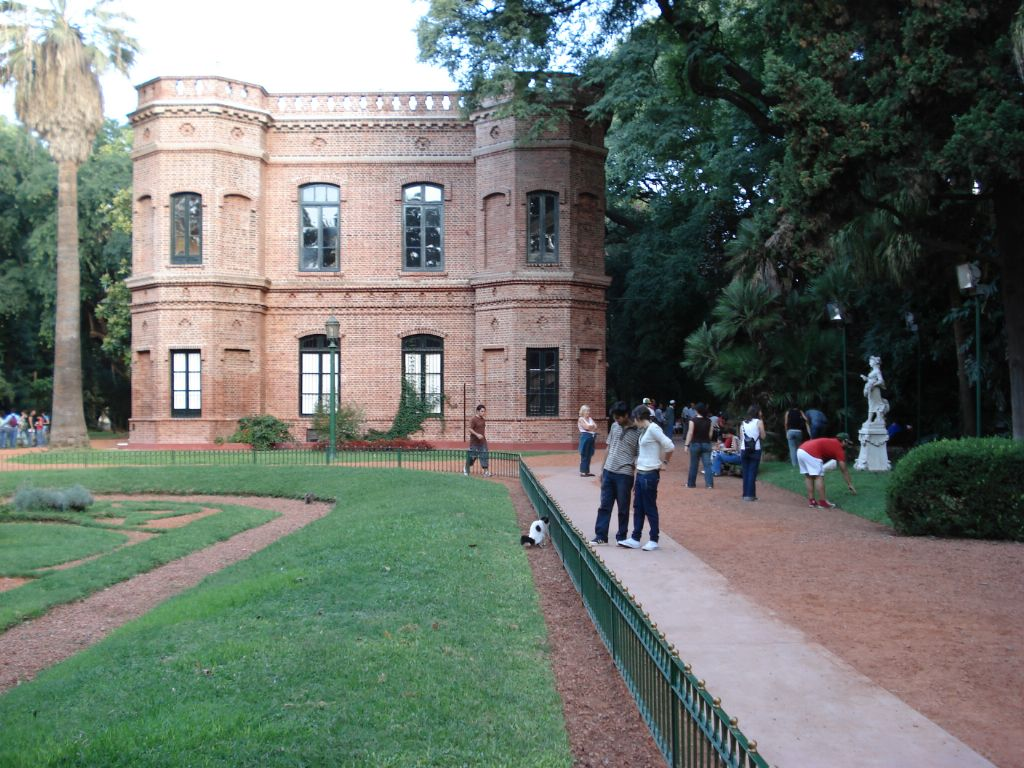

Foi desenhado por Carlos Thays e inaugurado em 7 de setembro de 1898. Thays e sua família viveram na mansão de estilo inglês que aqui se encontra, durante os anos nos que foi Diretor de Parques e Passeios da Cidade de Buenos Aires (1892-1898). Atualmente é o edifício central do parque.

## Coleções
Aqui se encontram os três estilos principais da jardinagem  paisagista: o simétrico, o misto e o pitoresco, recreados nos  jardines romano, o francês e o oriental.
- O jardim romano

Aqui se tem reunido as espécies vegetais que o botânico romano do século I de nossa era Plínio, o Jovem tinha em sua vila dois Apeninos, tais como cipreses, Álamos, e Laureles.
- O jardim francês

Com desenho simétrico de estilo francês do século XVII ao século XVIII.
- O jardim oriental

Também conta com zonas onde as plantas se ordenam de acordo com sua origem; de Ásia se apreciam exemplares Ginkgo biloba; da Oceania, com Acácias, Eucaliptos e Casuarinas; da Europa, com carvalhos, avellanas e olmos; e da África, com samambaia, palmeiras, e árvores da borracha. Além dos Estados Unidos provém as sequóias, pero sobre todo, fazendo especial hincapié na flora argentina.
Também se encontram setores onde os espécimes vegetais se ordenam sistematicamente, segundo a classificação taxonômica.

## Equipamentos

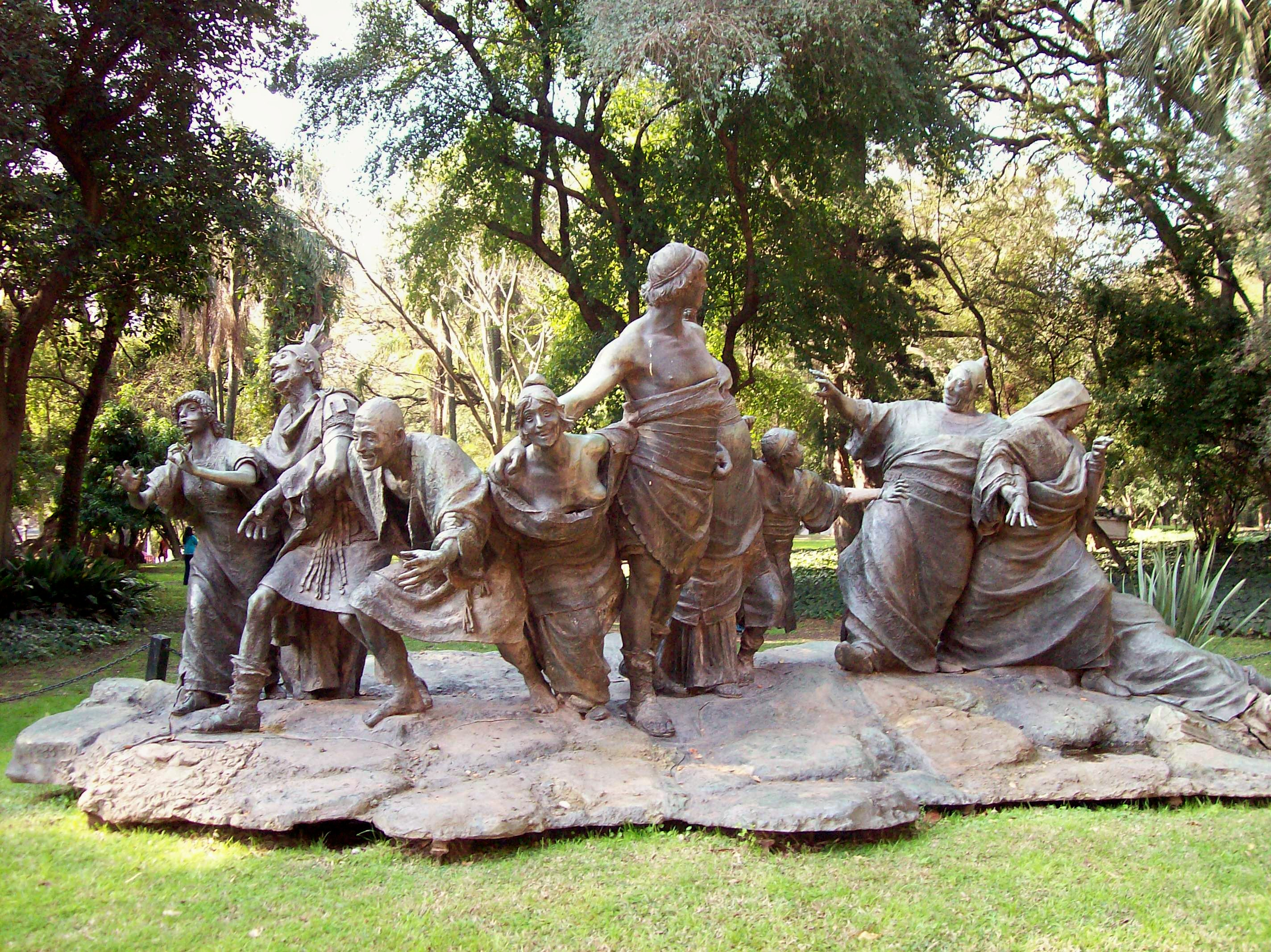
Grupo escultórico Saturnalia

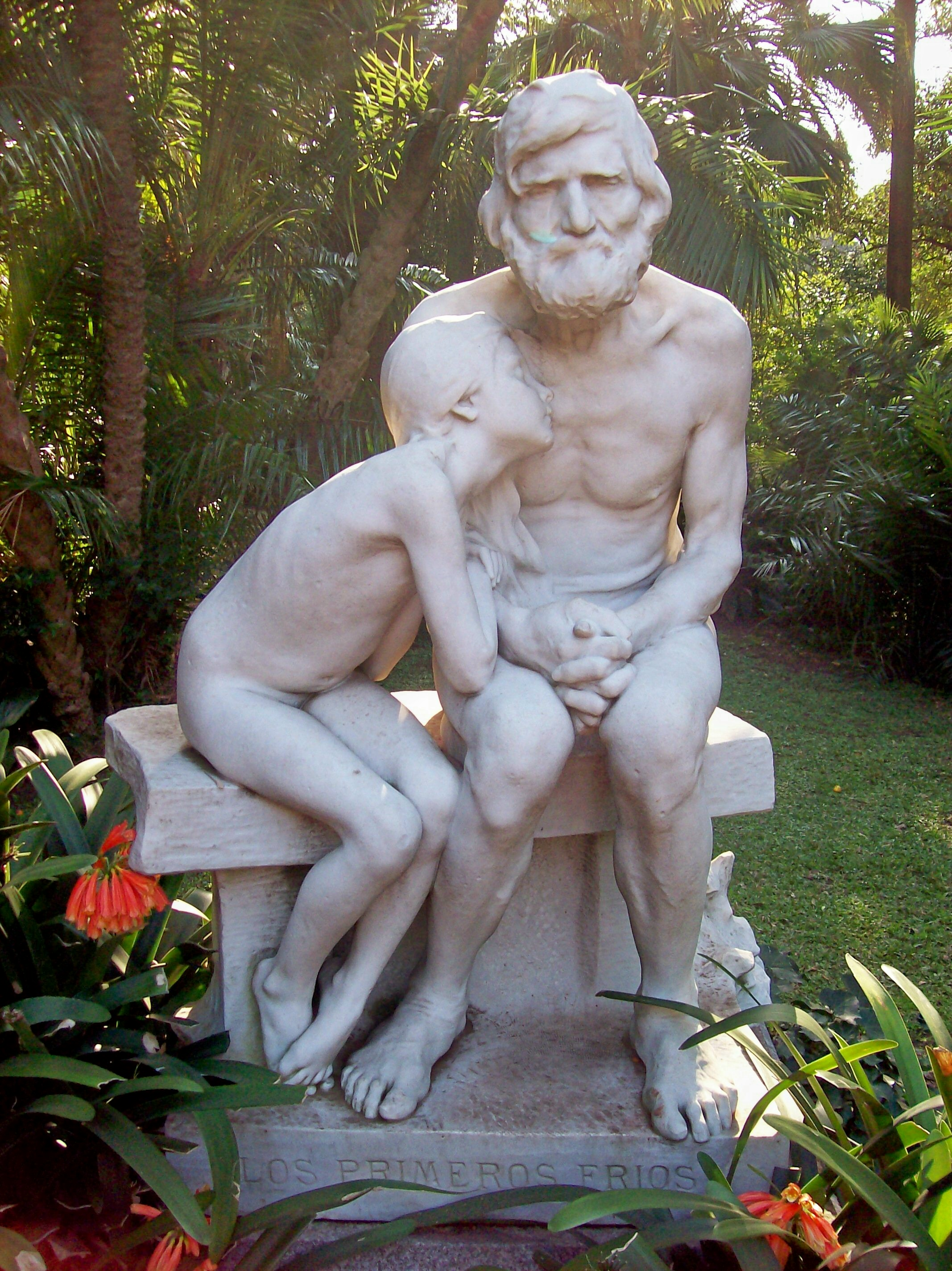
Os primeiros frios de Miguel Blay.

Dentro de seu perímetro se encontra a Escola Municipal de Jardinagem Cristóbal María Hicken dependente do Ministério de Educação da Cidade Autônoma de Buenos Aires.
O lugar conta com 33 obras de arte entre esculturas, bustos e monumentos. São de destacar: Os primeiros Frios, do catalão Miguel Blay y Fábregas; Sagunto, de Querol y Subirats; Figura de mulher, da tucumana Lola Mora;  Saturnalia, em bronze patinado, por Ernesto Biondi.
Outro dos atrativos do Jardim Botânico são suas cinco estufas. Sendo de assinalar a estufa maior, de estilo art nouveau, que foi premiado na Exposição de Paris de 1899, tem 35 m de largura e 8 de altura, por seu diseño, se considera que é o único de seu tipo que se conserva no mundo.
A Biblioteca Botânica conta com 1.000 livros e 10.000 publicações de todo o mundo, livremente disponíveis pelos visitantes, e o Museu Botânico.
Cabe destacar a grande ajuda que brindou o Engenheiro Agrônomo Benito Carrasco na concretização de várias destas obras; e que hoje podemos desfrutar no Jardim.
A zona residencial adjacente ao parque se conhece informalmente como Botânico, sem ser um bairro oficialmente reconhecido, dentro do Bairro de Palermo.